# Paul Haghedooren
Paul Haghedooren (11 oktober 1959, Kortrijk – 9 november 1997 Heist-aan-Zee) was een Belgisch wielrenner.

## Biografie

### Wielerloopbaan
Paul Haghedooren was een Oostrozebekenaar die na zijn huwelijk in Desselgem (Waregem) ging wonen. In de jeugdreeksen was hij een te duchten tegenstander van Dirk Demol. Zijn clublokaal was gelegen aan de overkant van de ouderlijke woonst in Oostrozebeke, namelijk in café 't slachthuis.
Zijn mooiste resultaat behaalde Haghedooren op het Belgisch kampioenschap voor profs te Halanzy, Luxemburg. Haghedooren woonde toen in de Gentstraat te Desselgem en hij werd daar bij zijn aankomst opgewacht door veel supporters. Er was zelfs al een speciale editie verschenen van het plaatselijke tijdschrift Piotje. Dat weekend waren het in zijn geboortewijk in Oostrozebeke ook Pauwhoekfeesten op 25 juni 1985, voor zijn lokale supporters een dag om nooit meer te vergeten. Haghedooren versloeg er , zogenaamd gekend als een strijkijzer (iemand die matig sprint), in de sprint Rudy Dhaenens, Claude Criquielion en Paul Wellens.
Op zijn palmares staan veertien overwinningen. 1985 was een succesjaar met de overwinning in de GP Pino Cerami en Kampioen van België in Halanzy. Haghedooren won dat jaar ook Hasselt-Spalbeek. Hij blijft in de herinnering als een vechter, een werker die altijd bereid was om koers te maken. Hij was ook een niet onverdienstelijk ronderenner, al bleef hij steeds een bescheiden ploegrenner.
Haghedooren had bijvoorbeeld het potentieel om een klassement te rijden in de Ronde van Frankrijk, in mindere jaren werd hij zelfs eerste Belg. Hij nam deel aan de Tour in 1983 (49e), 1985 (33e), 1986 (67e) en 1990 (106e).

### Overlijden
Haghedooren stierf op 38-jarige leeftijd aan een hartaanval (op het strand van Knokke-Heist). Van 2005 tot 2009 werd op het Leeuwke in Waregem nog een Paul Haghedooren derny-criterium georganiseerd.

## Belangrijkste overwinningen
1985
- GP Pino Cerami
- Belgisch kampioen op de weg, Elite

1987
- Grote Prijs Raymond Impanis
- 4e etappe Kellogg's Tour of Britain

## Resultaten in voornaamste wedstrijden
| Jaar | Ronde van Italië | Ronde van Frankrijk | Ronde van Spanje |
| ---- | ---------------- | ------------------- | ---------------- |
| 1982 |                  |                     |                  |
| 1983 |                  | 49e                 |                  |
| 1984 |                  | opgave              |                  |
| 1985 |                  | 33e                 |                  |
| 1986 |                  | 67e                 |                  |
| 1987 |                  |                     |                  |
| 1988 |                  |                     | 34e              |
| 1989 |                  |                     |                  |
| 1990 |                  | 106e                |                  |
| 1991 |                  |                     |                  |
| 1992 |                  |                     |                  |

| Jaar | Milaan-San Remo | Gent-Wevelgem | Ronde van Vlaanderen | Parijs-Roubaix | Amstel Gold Race | Luik-Bast.‑Luik | Ronde van Lombardije | Waalse Pijl | Parijs-Tours | Brabantse Pijl |
| ---- | --------------- | ------------- | -------------------- | -------------- | ---------------- | --------------- | -------------------- | ----------- | ------------ | -------------- |
| 1982 |                 |               | 17e                  | 16e            |                  |                 | 31e                  | ↑           | 38e          |                |
| 1983 |                 |               | 6e                   |                | 39e              | 18e             |                      |             |              |                |
| 1984 | 23e             |               | 19e                  | 22e            |                  |                 |                      |             |              | Brons          |
| 1985 |                 | 33e           | 22e                  |                |                  |                 |                      | 43e         | 72e          | 9e             |
| 1986 | 46e             |               |                      | 11e            | 37e              |                 |                      | 53e         | 19e          |                |
| 1987 |                 |               | 53e                  |                | 18e              | 50e             |                      | 22e         | 27e          |                |
| 1988 | 19e             |               | 12e                  |                |                  |                 |                      | 15e         | 31e          |                |
| 1989 | 36e             |               |                      |                | 99e              | 105e            |                      |             | 16e          |                |
| 1990 |                 |               |                      |                |                  | 47e             |                      | 32e         |              | 5e             |
| 1991 |                 | 166e          |                      |                |                  |                 |                      |             |              | 17e            |
| 1992 |                 | 37e           |                      |                |                  |                 |                      |             |              | Zilver         |